# Jan Zieliński
Jan Zieliński (* 16. November 1996 in Warschau) ist ein polnischer Tennisspieler.

## Karriere
Jan Zieliński spielt seit seinem 6. Lebensjahr Tennis und sein bevorzugter Untergrund ist Hartplatz.
Bis Ende 2014 spielte er auf der ITF Junior Tour, wo er im März desselben Jahres bis auf Rang 25 steigen konnte. Seine größten Erfolge waren der Titelgewinn beim Trofeo Bonfiglio mit Kamil Majchrzak sowie die Erfolge bei den Olympischen Jugend-Sommerspielen. Dort gewann er mit Majchrzak Bronze im Doppel und an der Seite der Schweizerin Jil Teichmann Gold im Mixed-Doppel. Zudem war er bei drei der vier Juniorenausgaben der Grand-Slam-Turniere.
Bei den Profis spielt er hauptsächlich auf der ITF Future Tour. Den ersten der 14 Doppeltitel konnte er 2015 gewinnen. Von 2015 bis 2019 studierte er anschließend an der University of Georgia mit einem Stipendium das Fach Sportmanagement. Zu dieser Zeit spielte er auch College Tennis.
2019 stieg er wieder ganz in den Turnierbetrieb ein und gewann in diesem Jahr 6 Futures. Im Juni 2018 stand er das erste Mal in einem Challenger-Halbfinale. Auch 2020 gewann er wieder 5 Futures. Im September gewann er bei seinem ersten Challenger des Jahres in Sibiu sein erstes Turnier dieser Kategorie im Doppel an der Seite von Hunter Reese. Im selben Jahr spielte Zieliński erstmals für die polnische Davis-Cup-Mannschaft. Sein erfolgreiches Debüt gab er im Doppel an der Seite von Szymon Walków in den Playoffs zur Weltgruppe II gegen das Doppel Lam Ching und Yeung Pak-long aus Hongkong. Seine höchste Platzierung in der Einzelweltrangliste ist bis dato ein 769. Platz, welchen er im September 2021 erreichte. Im Doppel erreichte er im Juni 2023 mit Platz 7 ein neues Karrierehoch.

## Erfolge
| Legende (Anzahl der Siege) |
| Grand Slam (2)             |
| ATP Finals                 |
| ATP Tour Masters 1000 (1)  |
| ATP Tour 500 (1)           |
| ATP Tour 250 (3)           |
| ATP Challenger Tour (5)    |

| ATP-Titel nach Belag |
| Hartplatz (5)        |
| Sand (1)             |
| Rasen (1)            |

### Doppel

#### Turniersiege

##### ATP Tour
| Nr. | Datum              | Turnier  | Belag         | Partner        | Finalgegner                         | Ergebnis  |
| --- | ------------------ | -------- | ------------- | -------------- | ----------------------------------- | --------- |
| 1.  | 26. September 2021 | Metz (1) | Hartplatz (i) | Hubert Hurkacz | Hugo Nys Arthur Rinderknech         | 7:5, 6:3  |
| 2.  | 25. September 2022 | Metz (2) | Hartplatz (i) | Hugo Nys       | Lloyd Glasspool Harri Heliövaara    | 7:65, 6:4 |
| 3.  | 21. Mai 2023       | Rom      | Sand          | Hugo Nys       | Robin Haase Botic van de Zandschulp | 7:5, 6:1  |
| 4.  | 11. November 2023  | Metz (3) | Hartplatz (i) | Hugo Nys       | Constantin Frantzen Hendrik Jebens  | 6:4, 6:4  |
| 5.  | 2. März 2024       | Acapulco | Hartplatz     | Hugo Nys       | Santiago González Neal Skupski      | 6:3, 6:2  |

##### ATP Challenger Tour
| Nr. | Datum              | Turnier              | Belag | Partner       | Finalgegner                       | Ergebnis          |
| --- | ------------------ | -------------------- | ----- | ------------- | --------------------------------- | ----------------- |
| 1.  | 26. September 2020 | Sibiu                | Sand  | Hunter Reese  | Robert Galloway Hans Hach Verdugo | 6:4, 6:2          |
| 2.  | 17. April 2021     | Split                | Sand  | Szymon Walków | Grégoire Barrère Albano Olivetti  | 6:2, 7:5          |
| 3.  | 10. Juli 2021      | Braunschweig         | Sand  | Szymon Walków | Ivan Sabanov Matej Sabanov        | 6:4, 4:6, [10:4]  |
| 4.  | 14. August 2021    | Meerbusch            | Sand  | Szymon Walków | Dustin Brown Robin Haase          | 6:1, 6:3          |
| 5.  | 12. März 2022      | Roseto degli Abruzzi | Sand  | Hugo Nys      | Roman Jebavý Philipp Oswald       | 7:62, 4:6, [10:3] |

#### Finalteilnahmen
| Nr. | Datum            | Turnier         | Belag         | Partner          | Finalgegner                              | Ergebnis           |
| --- | ---------------- | --------------- | ------------- | ---------------- | ---------------------------------------- | ------------------ |
| 1.  | 25. Juli 2021    | Gstaad          | Sand          | Szymon Walków    | Marc-Andrea Hüsler Dominic Stricker      | 1:6, 6:77          |
| 2.  | 9. April 2022    | Marrakesch      | Sand          | Andrea Vavassori | Rafael Matos David Vega Hernández        | 1:6, 5:7           |
| 3.  | 27. August 2022  | Winston-Salem   | Hartplatz     | Hugo Nys         | Matthew Ebden Jamie Murray               | 4:6, 2:6           |
| 4.  | 28. Januar 2023  | Australian Open | Hartplatz     | Hugo Nys         | Rinky Hijikata Jason Kubler              | 4:6, 6:74          |
| 5.  | 29. Oktober 2023 | Basel           | Hartplatz (i) | Hugo Nys         | Santiago González Édouard Roger-Vasselin | 7:68, 6:73, [1:10] |
| 6.  | 21. April 2024   | Barcelona       | Sand          | Hugo Nys         | Máximo González Andrés Molteni           | 6:4, 4:6, [9:11]   |
| 7.  | 9. Februar 2025  | Rotterdam       | Hartplatz (i) | Sander Gillé     | Simone Bolelli Andrea Vavassori          | 2:6, 6:4, [6:10]   |
| 8.  | 16. Februar 2025 | Marseille       | Hartplatz (i) | Sander Gillé     | Benjamin Bonzi Pierre-Hugues Herbert     | 3:6, 4:6           |
| 9.  | 20. Juli 2025    | Båstad          | Sand          | Adam Pavlásek    | Guido Andreozzi Sander Arends            | 7:64, 5:7, [6:10]  |

### Mixed

#### Turniersiege
| Nr. | Datum           | Turnier         | Belag     | Partnerin    | Finalgegner                      | Ergebnis          |
| --- | --------------- | --------------- | --------- | ------------ | -------------------------------- | ----------------- |
| 1.  | 26. Januar 2024 | Australian Open | Hartplatz | Hsieh Su-wei | Desirae Krawczyk Neal Skupski    | 6:75, 6:4, [11:9] |
| 2.  | 14. Juli 2024   | Wimbledon       | Rasen     | Hsieh Su-wei | Santiago González Giuliana Olmos | 6:4, 6:2          |

## Abschneiden bei Grand-Slam-Turnieren

### Doppel
| Turnier         | 2022 | 2023 | 2024 | 2025 | Karriere |
| --------------- | ---- | ---- | ---- | ---- | -------- |
| Australian Open | 1    | F    | VF   | AF   | F        |
| French Open     | AF   | 2    | AF   | 1    | AF       |
| Wimbledon       | 2    | AF   | 1    | AF   | AF       |
| US Open         | VF   | VF   | 2    |      | VF       |

### Mixed
| Turnier         | 2023 | 2024 | 2025 | Karriere |
| --------------- | ---- | ---- | ---- | -------- |
| Australian Open | 1    | S    | AF   | S        |
| French Open     | 1    | HF   | —    | HF       |
| Wimbledon       | 1    | S    | VF   | S        |
| US Open         | 1    | VF   |      | VF       |